# يوكي ماتسوشيتا
يوكي ماتسوشيتا (باليابانية: 松下 裕樹) (مواليد 7 ديسمبر 1981)، هو لاعب كرة قدم ياباني سابق كان يلعب كلاعب وسط.

## وصلات خارجية
- يوكي ماتسوشيتا على موقع رابطة كرة القدم اليابانية للمحترفين (اليابانية)
- يوكي ماتسوشيتا على موقع قاعدة بيانات كرة القدم.إي يو (الإنجليزية)
- يوكي ماتسوشيتا على موقع Soccerway.com (الإنجليزية)
- يوكي ماتسوشيتا على موقع عالم كرة القدم.نت (الإنجليزية)